# Se sai, se puoi, se vuoi/Inutili memorie
Se sai, se puoi, se vuoi/Inutili memorie è un singolo dei Pooh del 1974. I brani portano entrambi la firma di Facchinetti-Negrini.

## Il disco
Il singolo non raggiunse pienamente il successo dei due precedenti, nonostante lasci un ricordo positivo nel compositore Facchinetti. La copertina mostra i Pooh vestiti di bianco su sfondo bianco; ispira quella dell'album antologico (1971-1974) in cui viene inclusa la sola facciata A.

## I brani
- Il testo di Se sai, se puoi, se vuoi venne riscritto più volte; secondo alcune fonti,[3] originariamente avrebbe raccontato la vicenda di un uomo legato ad una ragazza cieca la quale, al momento di ritrovare la vista, avrebbe deciso di porre fine alla relazione di coppia. Alla fine, il testo finì comunque per descrivere un amore in crisi che viene inaspettatamente rinvigorito da un viaggio nei mari del Sud. Il brano si appoggia sul consistente tappeto sonoro dell'orchestra di Gianfranco Monaldi. La canzone non venne mai inclusa in un album di inediti; fu invece inserita nell'antologia 1971-1974. Approfittando dell'accompagnamento di una sezione di fiati, strumenti di primo piano in due caratteristici scorci strumentali della canzone, i Pooh la riproposero nel tour dell'album live Goodbye.[3]
- Anche il brano Inutili memorie, retro del disco, tratta il tema della coppia; come il lato B del singolo precedente (Solo cari ricordi) descrive le impressioni suscitate nel narratore dalla casa in cui è stato vissuto un amore ormai passato. Rispetto alla facciata A è più semplice e si basa essenzialmente sugli accordi di chitarra di Dody. Il brano venne ripescato per estendere l'antologia 1981-1984 ed è uno dei meno noti del periodo. Molto tempo dopo la sua uscita, fu incluso da Dodi nella scaletta di Perle - Mondi senza età.

## Formazione
- Roby Facchinetti - tastiere, voce solista
- Dody Battaglia - chitarra, voce solista
- Stefano D'Orazio - batteria, cori
- Red Canzian - basso, cori